# Thomas Saaty

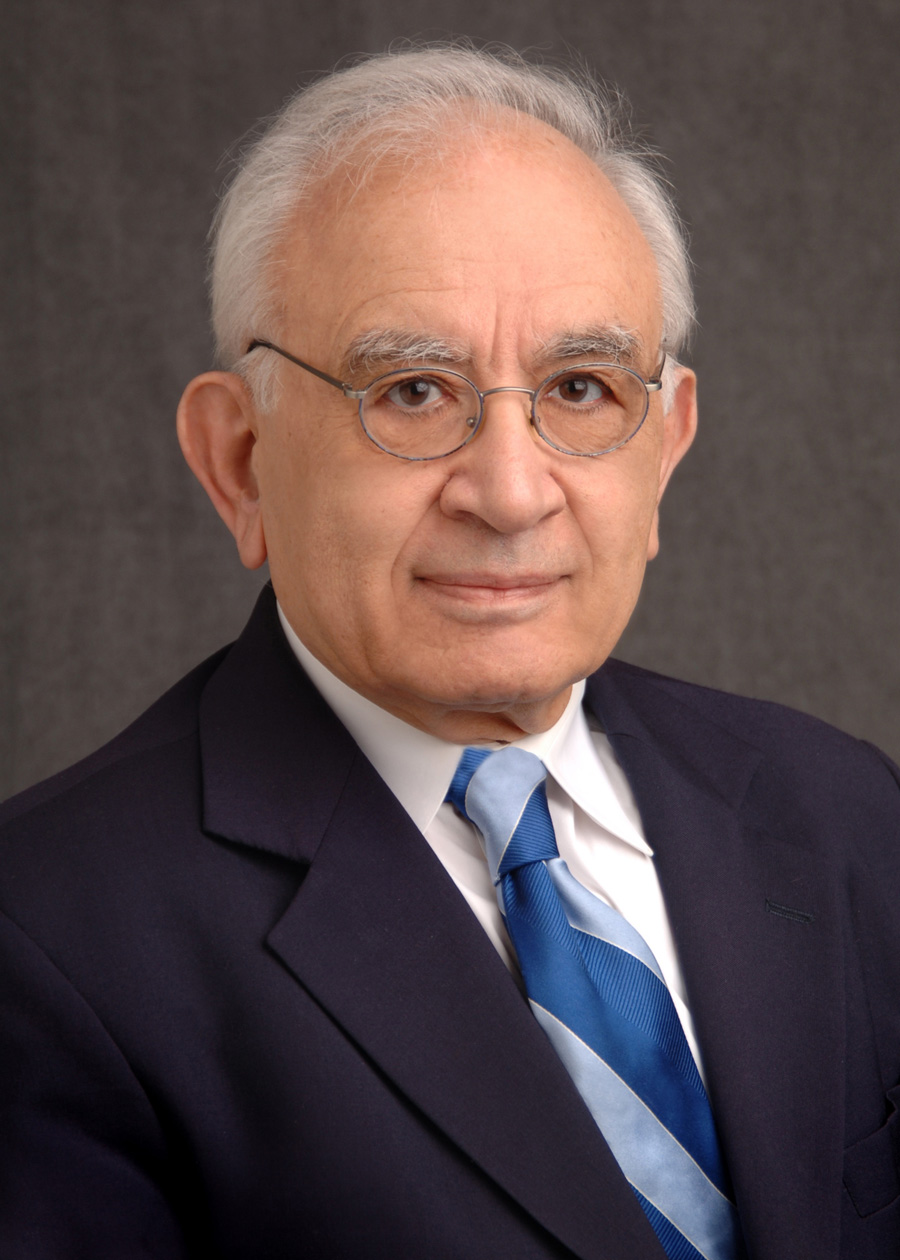
Thomas Saaty

Thomas Lorie Saaty (* 18. Juli 1926 in Mosul, Irak; † 14. August 2017) war ein US-amerikanischer Mathematiker. Er ist Erfinder des Analytischen Hierarchischen Prozesses (AHP), einer Methode zur rationalen Entscheidungsunterstützung für komplexe Entscheidungssituationen. Er entwickelte diese Methode in den 1970er-Jahren und verallgemeinerte sie im Analytic Network Process (ANP) in den 1990er-Jahren. Der ANP unterstützt komplexe Entscheide für Probleme mit Abhängigkeiten und Rückkopplungen.

## Leben
Thomas L. Saaty lebte seit frühester Jugend in den USA. An akademischen Graden erwarb er im Laufe seines Studiums:
- BA, Columbia Union College, 1948.
- MS in Physik, Catholic University of America, 1949.
- MA in Mathematik, Yale University, 1951.
- Post-graduales Studium an der Université de Paris (Sorbonne) 1952–1953.
- PhD, Mathematik, Yale University, 1953 (Dissertation unter der Betreuung von Einar Carl Hille: „On the Bessel Tricomi Equation“).

Vor seinem Wirken an der University of Pittsburgh war Saaty Professor für Statistik und Operations Research an der Wharton School, University of Pennsylvania (1969–1979). Davor arbeitete er 15 Jahre für US-amerikanische Regierungsstellen sowie im Bereich regierungsgeförderter Forschung in Unternehmen. Gleich nach seinem Studium arbeitete er für die Operations Evaluations Group des MIT. Später war er Leiter der mathematischen Forschung und Director of Advanced Planning des Office of Naval Research sowie wissenschaftlicher Verbindungsoffizier an der US-Botschaft in London. 1963 bis 1969 war er in mathematischer Forschung für die Rüstungskontroll- und Abrüstungsverhandlungen des U.S. State Department bei der Arms Control and Disarmament Agency in Washington, D.C. tätig. 1965 bis 1967 war er Executive Director des Conference Board of the Mathematical Sciences. Er war Mitglied des International Institute for Strategic Studies in London.
Er lehrte zuletzt als ordentlicher Professor Mathematik an der Joseph M. Katz Graduate School of Business der University of Pittsburgh.

### Forschungsgebiete
Saaty hat vielfältig geforscht und über 30 Bücher und ca. 300 Beiträge auf den Gebieten der Mathematik, des Operations Research und der Entscheidungstheorie publiziert. Er forschte insbesondere auf den Gebieten der Graphentheorie und deren Anwendungen, der Nichtlinearen Mathematik, der Spieltheorie, im Bereich der Parametrischen Linearen Optimierung sowie auf den Gebieten der Warteschlangentheorie und der mathematischen Verhaltenstheorie. Weitere Forschungsgebiete berühren Rüstungskontrolle und Abrüstungsfragen, Konfliktlösung, Stadtplanung, analytische Planung u. v. a. m. Saaty war davon überzeugt, dass menschliche Bewertungen und Beurteilungen in mathematischen Entscheidungsmodellen nicht immer im kartesischen Raum (kartesisches Koordinatensystem) abgebildet werden können.

## Preise und Auszeichnungen
- Saaty wurde bereits 1970 in die Real Academia de Ciencias Exactas, Físicas y Naturales (Spanien) gewählt.
- 1973 erhielt er den Lester R. Forward Award der Mathematical Association of America für seine Arbeiten zum Vier-Farben-Problem.
- Im Jahr 2000 erhielt er die Goldmedaille der International Society on Multiple Criteria Decision Making.
- 2005 wurde er in die National Academy of Engineering (USA) aufgenommen.
- Der Akao-Preis des QFD Institute (Quality Function Deployment) wurde ihm im Jahr 2007 zuerkannt.

## Schriften
Analytic hierarchy process (AHP)
- 1980 The Analytic Hierarchy Process: Planning, Priority Setting, Resource Allocation, ISBN 0-07-054371-2, McGraw-Hill
- 1982 Decision Making for Leaders: The Analytical Hierarchy Process for Decisions in a Complex World, ISBN 0-534-97959-9, Wadsworth. 1988, Paperback, ISBN 0-9620317-0-4, RWS
- 1982 The Logic of Priorities: Applications in Business, Energy, Health, and Transportation, mit Luis G. Vargas, ISBN 0-89838-071-5 (Hardcover) ISBN 0-89838-078-2 (Paperback), Kluwer-Nijhoff
- 1985 Analytical Planning: The Organization of Systems, mit Kevin P. Kearns, ISBN 0-08-032599-8, Pergamon
- 1991 Prediction, Projection and Forecasting: Applications of the Analytic Hierarchy Process in Economics, Finance, Politics, Games and Sports, mit Luis G. Vargas, ISBN 0-7923-9104-7, Kluwer Academic
- 1992 The Hierarchon: A Dictionary of Hierarchies, mit Ernest H. Forman, ISBN 0-9620317-5-5, RWS
- 1994 Fundamentals of Decision Making and Priority Theory with the Analytic Hierarchy Process, ISBN 0-9620317-6-3, RWS
- 1994 Decision Making in Economic, Social and Technological Environments, mit Luis G. Vargas, ISBN 0-9620317-7-1, RWS
- 1996 Band III und IV der Serie Analytic Hierarchy Process, ISBN 1-888603-07-0 RWS
- 2001 Models, Methods, Concepts & Applications of the Analytic Hierarchy Process, mit Luis G. Vargas, ISBN 0-7923-7267-0, Kluwer Academic
- 2007 Group Decision Making: Drawing Out and Reconciling Differences, mit Kirti Peniwati, ISBN 1-888603-08-9, RWS

Analytic network process (ANP)
- 1996 Decision Making with Dependence and Feedback: The Analytic Network Process, ISBN 0-9620317-9-8, RWS
- 2005 Theory and Applications of the Analytic Network Process: Decision Making with Benefits, Opportunities, Costs and Risks, ISBN 1-888603-06-2, RWS
- 2005 The Encyclicon, A Dictionary of Decisions with Dependence and Feedback based on the Analytic Network Process, mit Müjgan S. Özdemir, ISBN 1-888603-05-4, RWS
- 2006 Decision Making with the Analytic Network Process: Economic, Political, Social and Technological Applications with Benefits, Opportunities, Costs and Risks, mit Luis G. Vargas, ISBN 0-387-33859-4, Springer
- 2008 The Encyclicon, Volume 2: A Dictionary of Complex Decisions using the Analytic Network Process, mit Brady Cillo, ISBN 1-888603-09-7, RWS

Neural network process (NNP)
- 1999 The Brain: Unraveling the Mystery of How it Works, The Neural Network Process, ISBN 1-888603-02-X, RWS

Operations research
- 1959 Mathematical Methods of Operations Research, (übersetzt ins Japanische und Russische), McGraw-Hill. 1988 Extended edition, ISBN 0-486-65703-5, Dover (paperback)
- 1961 Elements of Queuing Theory with Applications, (übersetzt ins Russische, Spanische und Deutsche), McGraw-Hill

Mathematik
- 1964 Nonlinear Mathematics, mit J. Bram, McGraw-Hill. 1981 Reprint als ISBN 0-486-64233-X, Dover (paperback)
- 1964–1965 Lectures on Modern Mathematics, Volumes I, II, III (Thomas L. Saaty, Herausgeber), John Wiley (ins Japanische übersetzt)
- 1965 Finite Graphs and Networks, mit Robert George Busacker, (übersetzt ins Japanische, Russische, Deutsche, Ungarische), McGraw-Hill, deutsche Übersetzung: Endliche Graphen und Netzwerke: eine Einführung mit Anwendungen, Oldenbourg 1968
- 1967 Modern Nonlinear Equations, no ISBN, McGraw-Hill. 1981, Reprint als ISBN 0-486-64232-1, Dover (paperback)
- 1969 The Spirit and Uses of the Mathematical Sciences, (Thomas L. Saaty, F.J. Weyl als Herausgeber), McGraw-Hill
- 1970 Optimization in Integers and Related Extremal Problems, McGraw-Hill (ins Russische übersetzt)
- 1977 The Four-Color Problem; Assaults and Conquest, ISBN 0-07-054382-8, mit Paul C. Kainen, McGraw-Hill. 1986 Revised edition, ISBN 0-486-65092-8, Dover (paperback)
- Thirteen colourful variations on Guthrie’s four colour conjecture, American Mathematical Monthly, Band 79, 1972, S. 2–43, Online (gewann 1973 den Lester Randolph Ford Award)

Angewandte Mathematik
- 1968 Mathematical Models of Arms Control and Disarmament: Application of mathematical structures in politics. ISBN 978-0-471-74810-6, Wiley, (übersetzt ins Russische)
- 1973 Topics in Behavioral Mathematics, Mathematical Association of America
- 1981 Thinking with Models: Mathematical Models in the Physical, Biological, and Social Sciences, mit Joyce Alexander, ISBN 0-08-026475-1, Pergamon
- 1989 Conflict Resolution: The Analytic Hierarchy Approach, mit Joyce M. Alexander, ISBN 978-0-275-93229-9, Praeger Pub

Andere Gebiete
- 1973 Compact City, mit George B. Dantzig, hardback ISBN 0-7167-0784-5, paperback ISBN 0-7167-0794-2 (übersetzt ins Japanische und Russische), W.H. Freeman
- 1990 Embracing the Future, mit Larry W. Boone, ISBN 0-275-93573-6, Praeger
- 2001 Creative Thinking, Problem Solving & Decision Making, ISBN 1-888603-03-8, RWS